# Kasia Moś
Katarzyna Moś (ur. 3 marca 1987 w Rudzie Śląskiej) – polska piosenkarka, kompozytorka, autorka tekstów piosenek i aktywistka społeczna.
Od początku kariery w 2002 wydała cztery albumy studyjne: Inspination (2015), Moniuszko 200 (2021), Karin Stanek (2022) i Wszystko to czego nie da się powiedzieć (2024). Reprezentantka Polski w finale 62. Konkursu Piosenki Eurowizji (2017). Współpracuje ze swoim bratem, Mateuszem Mosiem, i z Mateuszem Krautwurstem, którzy komponują, aranżują i produkują jej utwory. 

## Życiorys

### Rodzina i edukacja
Jest córką Joanny i Marka Mosiów. Jej ojciec jest dyrygentem Orkiestry Aukso, a matka przez lata grała na altówce. Ma starszego o dwa lata brata Mateusza, który jest skrzypkiem i gra w Aukso. Pracowała jako wolontariuszka w schronisku dla zwierząt w Bytomiu (przed 2019 rokiem).
Ukończyła Ogólnokształcącą Szkołę Muzyczną im. Fryderyka Chopina w Bytomiu w klasie wiolonczeli i fortepianu. Początkowo uczyła się także gry na skrzypcach. W wieku 14 lat zaczęła pobierać lekcje śpiewu u Elżbiety Chlebek. Na początku kariery współpracowała z zespołami Stetsons, Big Band Lotharsi i The Fire, w którego skład wchodzili wykładowcy i studenci Wydziału Jazzu Akademii Muzycznej im. Karola Szymanowskiego w Katowicach, którą to sama ukończyła w klasie wokalu na Wydziale Jazzu i Muzyki Rozrywkowej.

### Kariera zawodowa
W 2002 nagrała swoje pierwsze demo muzyczne, dzięki któremu została dostrzeżona przez Roberta Jansona. 28 stycznia 2006 z napisanym przez niego utworem „I Wanna Know” zajęła 10. miejsce w programie Piosenka dla Europy 2006, stanowiącym finał polskich eliminacji do 51. Konkursu Piosenki Eurowizji.
W latach 2008–2009 grała Judasza w Pasji wg św. Marka w reż. Pawła Mykietyna na scenie Filharmonii im. Witolda Lutosławskiego we Wrocławiu. W 2011 wyjechała rekreacyjnie do Las Vegas, gdzie po amatorskim wykonaniu piosenki Alicii Keys „How Come U Don’t Call Me Anymore?” w jednym z lokalnych klubów karaoke poznała tancerkę z zespołu Mata Gosa. Po powrocie do Polski nagrała kilka piosenek demo, po czym wróciła do Las Vegas, by wziąć udział w przesłuchaniach organizowanych przez Robin Antin, założycielkę girlsbandu The Pussycat Dolls. Wkrótce zagrała koncert w klubie Viper Room, którego właścicielem jest aktor Johnny Depp. Podczas półrocznego kontraktu współpracowała m.in. z Kelly Osbourne, Mýą i Carmen Electrą, a także z Evą Longorią, na której zaproszenie zaśpiewała podczas aukcji charytatywnej wspieranej przez nią fundacji.
Po powrocie do Polski w 2012 wystąpiła w roli Kordelii w musicalu Król Lear wystawianym w ramach festiwalu Sacrum Profanum na scenie Teatru Łaźnia Nowa oraz uczestniczyła w trzeciej edycji programu Polsatu Must Be the Music. Tylko muzyka, w której zajęła trzecie miejsce w finale. W tym czasie nagrała wraz z zespołem Tax Free piosenkę „Uwierz”, napisaną z myślą o akcji przeciwko bezmyślnemu kupowaniu psów. W 2014 zaczęła występować w kampaniach reklamowych Towarzystwa Ubezpieczeń Link4. W październiku 2015 wydała debiutancki album studyjny pt. Inspination. Płytę promowała singlem „Addiction”, z którym zakwalifikowała się do finału krajowych eliminacji do 61. Konkursu Piosenki Eurowizji. 5 marca wystąpiła w koncercie finałowym i zajęła szóste miejsce, zdobywszy 3,39% głosów. Wystąpiła w rozbieranej sesji zdjęciowej dla październikowego wydania magazynu „Playboy”.

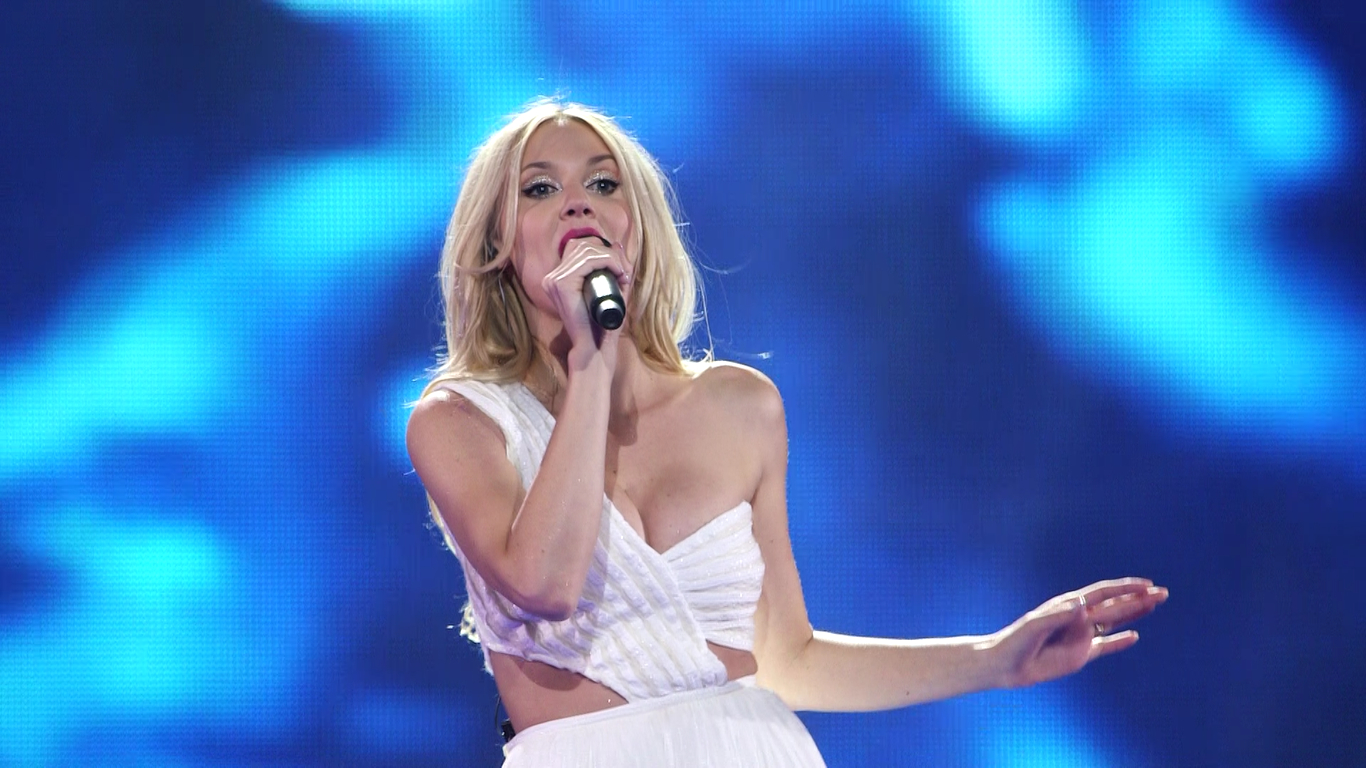
Moś w 62. Konkursie Piosenki Eurowizji w Kijowie (2017)

W lutym 2017 z utworem „Flashlight” zwyciężyła w finale polskich eliminacji do 62. Konkursu Piosenki Eurowizji, dzięki czemu została reprezentantką Polski w 62. Konkursie Piosenki Eurowizji w Kijowie. Przed występem w konkursie wystąpiła jako gość muzyczny w finale ukraińskich selekcji eurowizyjnych i odbyła minitrasę promocyjną po Europie, w ramach której wystąpiła w Rydze, Londynie, Tel Awiwie, Amsterdamie i Madrycie. W maju, pomyślnie przechodząc przez rundę półfinałową, wystąpiła w finale Eurowizji 2017 i zajęła w nim 22. miejsce. 1 czerwca zagrała koncert w warszawskim klubie „Progresja”, podczas którego zaśpiewała m.in. swoje premierowe utwory, w tym „Body”. Również w 2017 była bohaterką jednego odcinka programu TVN Misja pies w TVN i uczestniczyła w ósmej edycji programu rozrywkowego Twoja twarz brzmi znajomo w Polsacie. 17 października tego samego roku wystąpiła jako support przed koncertem Imany w Tauron Arena w Krakowie, a 9 grudnia zagrała koncert w NOSPR w Katowicach, gdzie zaśpiewała m.in. utwór „Wild Eyes”, który nagrała z duetem Norma John. W 2018 wydała teledysk do utworów „Wild Eyes” i „Przecież”, który nagrała z Arturem Andrusem i Kubą Badachem.

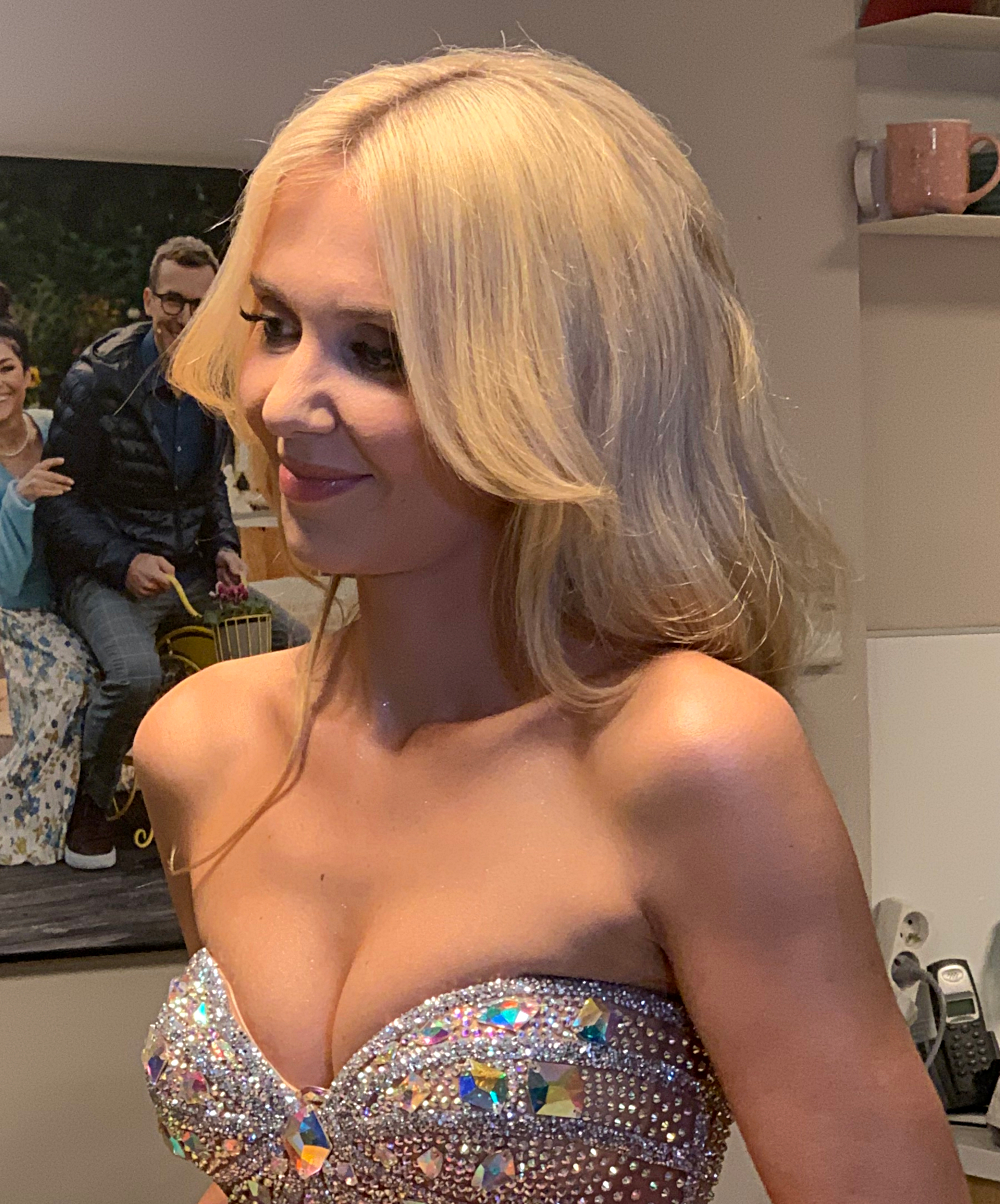
Moś (2022)

W latach 2018–2020 występowała w trasie widowiskowej z serii „Koncert muzyki filmowej”. W maju 2021 została ogłoszone zakończenie jej współpracy z Towarzystwa Ubezpieczeń Link4 jako bohaterka spotów reklamowych firmy. 21 maja 2021 wydała album pt. Moniuszko 200, który nagrała z Orkiestrą Aukso. W 2022 wystąpiła jako gość muzyczny w programie TVP Tu bije serce Europy! Wybieramy hit na Eurowizję!, wydała album pt. Karin Stanek, na którym umieściła swoje interpretacje piosenek Karin Stanek, wystąpiła w kampanii reklamowej wypożyczalni samochodowej Car Net i zaśpiewała piosenkę „Kto wie?” w tercecie z Eweliną Lisowską i Roksaną Węgiel podczas Wielkiego koncertu piosenek świątecznych TVP, a rok zakończyła występem w koncercie Sylwester marzeń z Dwójką w Zakopanem. W lutym 2024 zasiadła w komisji jurorskiej wyłaniającej reprezentanta Polski w 68. Konkursie Piosenki Eurowizji. 15 listopada tego samego roku wydała album pt. Wszystko to czego nie da się powiedzieć.

## Życie prywatne
Była zaręczona z Maciejem Malinowskim, z którym pozostawała w związku w latach 2015–2020. Następnie związała się z neurochirurgiem Łukaszem Grabarczykiem. Ma syna, Amadeusza (ur. 2025).
Jest weganką. Angażuje się w akcje promujące ochronę środowiska oraz wspiera adopcję zwierząt ze schronisk. W 2017 została ambasadorką akcji „Zerwijmy łańcuchy!” i przekazała na rzecz Straży dla Zwierząt w Polsce 10 tys. zł. zdobyte za wygraną w siódmym odcinku programu Twoja twarz brzmi znajomo.

## Dyskografia

### Albumy studyjne
| Rok                                                     | Dane dot. albumu | Najwyższa pozycja na liście |
| Rok                                                     | Dane dot. albumu | POL                         |
| ------------------------------------------------------- | --- | --------------------------- |
| 2015                                                    | Inspination - Wydany: 9 października 2015 - Wydawca: Fonografika - Formaty: CD, digital download                                    | –                           |
| 2021                                                    | Moniuszko 200 (oraz Orkiestra Aukso) - Wydany: 21 maja 2021 - Wydawca: Polskie Radio - Formaty: CD, DVD, digital download           | 36                          |
| 2022                                                    | Karin Stanek - Wydany: 27 maja 2022 - Wydawca: Polskie Radio - Formaty: CD, digital download                                        | –                           |
| 2024                                                    | Wszystko to czego nie da się powiedzieć - Wydany: 15 listopada 2024 - Wydawca: Polskie Radio - Formaty: CD, digital download, winyl | 85                          |
| „–” oznacza, że album nie był notowany na danej liście. | |                             |

### Single
| Rok | Tytuł                                                                    | Najwyższa pozycja na liście | Najwyższa pozycja na liście | Album                                   |
| Rok | Tytuł                                                                    | POL (airplay)               | POL (airplay nowości)       | Album                                   |
| --- | ------------------------------------------------------------------------ | --------------------------- | --------------------------- | --------------------------------------- |
| 2005 | „I Wanna Know”                                                           | –                           | X                           | –                                       |
| 2012 | „Uwierz” (oraz Tax Free)                                                 | –                           | –                           | Na ostatnim piętrze nieba               |
| 2014 | „Zatracam się”                                                           | –                           | –                           | Inspination                             |
| 2014 | „Break”                                                                  | –                           | –                           | –                                       |
| 2015 | „Pryzmat”                                                                | –                           | –                           | Inspination                             |
| 2016 | „Addiction”                                                              | –                           | –                           | Inspination                             |
| 2017 | „Flashlight”                                                             | 55                          | 1                           | –                                       |
| 2018 | „Wild Eyes” (gościnnie: Norma John)                                      | –                           | –                           | Wszystko to czego nie da się powiedzieć |
| 2020 | „Wait” (gościnnie: Magda Adamiak)                                        | –                           | –                           | –                                       |
| 2020 | „Ślad”                                                                   | –                           | –                           | –                                       |
| 2021 | „Częściej” (oraz Happy Prince)                                           | –                           | –                           | –                                       |
| 2021 | „Mimi”                                                                   | –                           | –                           | Wszystko to czego nie da się powiedzieć |
| 2021 | „Dobre moce” (oraz Jarecki)                                              | –                           | –                           | Wszystko to czego nie da się powiedzieć |
| 2022 | „Autostop”                                                               | –                           | –                           | Karin Stanek                            |
| 2022 | „Bezdźwięcznie”                                                          | –                           | –                           | Wszystko to czego nie da się powiedzieć |
| 2022 | „Tato kup mi dżinsy”                                                     | –                           | –                           | Karin Stanek                            |
| 2022 | „Femme Fatale” (gościnnie: Jarecki, Mateusz Krautwurst i Waldemar Kasta) | –                           | –                           | Wszystko to czego nie da się powiedzieć |
| 2022 | „Zapomnij” (oraz Leszek Możdżer)                                         | –                           | –                           | Wszystko to czego nie da się powiedzieć |
| 2022 | „Wierny wiatr”                                                           | –                           | –                           | Karin Stanek                            |
| 2023 | „Miód”                                                                   | –                           | X                           | Wszystko to czego nie da się powiedzieć |
| 2023 | „Dziwna okolica” (oraz Marek Dyjak)                                      | –                           | X                           | Wszystko to czego nie da się powiedzieć |
| 2024 | „Listek”                                                                 | –                           | X                           | Wszystko to czego nie da się powiedzieć |
| 2024 | „Płynę” (gościnnie: Wojtek Urbański i Orkiestra Aukso)                   | –                           | X                           | Wszystko to czego nie da się powiedzieć |
| 2025 | „I Can’t Say” (oraz Grzech Piotrowski)                                   | –                           | X                           | –                                       |
| „–” oznacza, że singel nie był notowany na danej liście. „X” oznacza, że lista nie istniała w danym okresie. |                                                                          |                             |                             |                                         |

### Z gościnnym udziałem
| Rok | Tytuł                                                                                   | Najwyższa pozycja na liście | Najwyższa pozycja na liście | Certyfikat         | Sprzedaż       | Album                              |
| Rok | Tytuł                                                                                   | POL (airplay)               | POL (airplay nowości)       | Certyfikat         | Sprzedaż       | Album                              |
| --- | --------------------------------------------------------------------------------------- | --------------------------- | --------------------------- | ------------------ | -------------- | ---------------------------------- |
| 2008 | „Strych” (Bezimienni, gościnnie: Kasia Moś)                                             | –                           | X                           |                    |                | Walka                              |
| 2011 | „Prości ludzie” (Bezimienni, gościnnie: Juras, Kasia Moś)                               | –                           | –                           |                    |                | Co mnie nie zabije to mnie wzmocni |
| 2011 | „Stare czasy” (Bezimienni, gościnnie: Kasia Moś)                                        | –                           | –                           |                    |                | Co mnie nie zabije to mnie wzmocni |
| 2014 | „Nie mam nic” (Ostry, gościnnie: Kasia Moś)                                             | –                           | –                           |                    |                | Cztery wiosny                      |
| 2014 | „Cztery wiosny” (Ostry, gościnnie: Kasia Moś)                                           | –                           | –                           |                    |                | Cztery wiosny                      |
| 2016 | „Pokonamy czas” (Marcin Spenner, gościnnie: Kasia Moś)                                  | –                           | –                           |                    |                | –                                  |
| 2018 | „Rejs” (Ostry, gościnnie: Kasia Moś)                                                    | –                           | –                           | - POL: złota płyta | - POL: 10 000+ | Rysopis                            |
| 2018 | „Gloria” (TGD, gościnnie: Kasia Cerekwicka, Kasia Moś, Kuba Badach i Mietek Szcześniak) | 59                          | 1                           |                    |                | –                                  |
| 2020 | „Schować pod skorupę” (Arkadio, gościnnie: Kasia Moś)                                   | –                           | –                           |                    |                | Gdy nie widzi nikt                 |
| 2022 | „Avoid the Water” (Piotr Steczek, gościnnie: Kasia Moś)                                 | –                           | –                           |                    |                | –                                  |
| 2023 | „Za pierwszym razem” (Jarecki, gościnnie: Kasia Moś)                                    | –                           | X                           |                    |                | Cukier i sól                       |
| „–” oznacza, że singel nie był notowany na danej liście. „X” oznacza, że lista nie istniała w danym okresie. |                                                                                         |                             |                             |                    |                |                                    |

### Single promocyjne
| Rok  | Tytuł                                                     | Album                                   |
| ---- | --------------------------------------------------------- | --------------------------------------- |
| 2018 | „Przecież”                                                | –                                       |
| 2020 | „#Hot16Challenge2”                                        | –                                       |
| 2020 | „Dziś nie ma takiej wiosny” (Live) (oraz Orkiestra Aukso) | Wszystko to czego nie da się powiedzieć |
| 2020 | „Mizerna cicha” (Live)                                    | –                                       |
| 2023 | „Dlaczego tak się stało” (Live) (oraz Orkiestra Aukso)    | Karin Stanek                            |
| 2023 | „Zapomnij” (Live) (oraz Orkiestra Aukso)                  | Wszystko to czego nie da się powiedzieć |